# Новий Городок (Казахстан)
Новий Городо́к (каз. Новый Городок) — село у складі Сандиктауського району Акмолинської області Казахстану. Входить до складу Максимовського сільського округу.
Населення — 105 осіб (2021; 176 у 2009, 301 у 1999, 380 у 1989).
Національний склад станом на 1989 рік:
- росіяни — 55 %;
- німці — 26 %.